# لو ویلیامز
لو ویلیامز (انگلیسی: Lou Williams؛ زادهٔ ۲۷ اکتبر ۱۹۸۶) یک بازیکن بسکتبال اهل ایالات متحده آمریکا است. از باشگاه‌هایی که در آن بازی کرده‌است می‌توان به آتلانتا هاکس، لس آنجلس لیکرز، تورنتو رپترز و فیلادلفیا سونتی‌سیکسرز اشاره کرد.